# Cantone di Lézignan-Corbières
Il Cantone di Lézignan-Corbières è una divisione amministrativa dell'arrondissement di Narbona.
A seguito della riforma approvata con decreto del 21 febbraio 2014, che ha avuto attuazione dopo le elezioni dipartimentali del 2015, è passato da 18 a 10 comuni.

## Composizione
I 18 comuni facenti parte prima della riforma del 2014 erano:
- Argens-Minervois
- Boutenac
- Camplong-d'Aude
- Castelnau-d'Aude
- Conilhac-Corbières
- Cruscades
- Escales
- Fabrezan
- Ferrals-les-Corbières
- Fontcouverte
- Homps
- Lézignan-Corbières
- Luc-sur-Orbieu
- Montbrun-des-Corbières
- Montséret
- Ornaisons
- Saint-André-de-Roquelongue
- Tourouzelle

Dal 2015 i comuni appartenenti al cantone sono i seguenti 10:
- Argens-Minervois
- Castelnau-d'Aude
- Conilhac-Corbières
- Cruscades
- Escales
- Homps
- Lézignan-Corbières
- Montbrun-des-Corbières
- Ornaisons
- Tourouzelle